# 12540 Picander
12540 Picander (1998 OU9) là một tiểu hành tinh vành đai chính được phát hiện ngày 26 tháng 7 năm 1998 bởi E. W. Elst ở Đài thiên văn Nam Âu.